# 小雪と発酵おばあちゃん
『小雪と発酵おばあちゃん』（こゆきとはっこうおばあちゃん）はNHK教育テレビジョン（Eテレ）で2022年に特別番組として2回放送後、2023年から毎月1回の定時レギュラー番組として放送されている紀行番組である。

## 概要
女優の小雪は、発酵食品の愛好家として知られる。この番組では、小雪自らが全国各地で発酵食品づくりを楽しむおばあちゃんたちを取材し、未来に残したい発酵食品・郷土食を紹介していく。

## 放送履歴
P-1（2022年7月6日）:青森県・ごど
P-2（2022年12月1日）:沖縄県・みき
レギュラー放送（2023年度）
（原則として第3日曜18:00ｰ18:30初回放送。その翌日の月曜13:30ｰ14:00再放送）
1. （2023年04月16日）:滋賀・畑漬け
2. （2023年05月21日）:福岡・ぬか炊き
3. （2023年06月18日）:奄美大島・ナリ味噌
4. （2023年07月16日）:北海道・アイヌ伝統の保存食
5. （2023年08月27日）:京都・一休寺の塩辛納豆
6. （2023年09月17日）:愛媛・石鎚黒茶
7. （2023年10月15日）:石川・大根ずし
8. （2023年11月19日）:会津若松・三五八
9. （2023年12月17日）:長野木曾・すんき
10. （2024年01月21日）:新潟・しょっからいわしとなまぐさごうこ
11. （2024年02月18日）:東京・くず餅
12. （2024年03月17日）:土井善晴さんと"発酵"一汁一菜

レギュラー放送（2024年度）
（『ふるカフェ系 ハルさんの休日』中断期間の日曜不定期18:30ｰ19:00（10月以降18:00-18:30）初回放送。同じ週の木曜10:30ｰ11:00再放送）
1. （2024年05月26日）:長崎・対馬・せんだんご
2. （2024年06月02日）:高知・久礼・酒盗
3. （2024年07月21日）:梅おばあちゃんの梅麹漬け
4. （2024年08月18日）:伊豆諸島・新島・くさや
5. （2024年10月06日）:山形・鶴岡・煎じきゅうり
6. （2024年10月13日）:北秋田・阿仁・なっつ
7. （2024年12月15日）:熊本・かずら豆腐の味噌漬け
8. （2024年12月22日）:和歌山・金山寺味噌
9. （2025年03月09日）:特別編1・韓国・メジュ
10. （2025年03月16日）:特別編2・韓国・カジャミシッケ

レギュラー放送（2025年度）
（原則として第3木曜10:30ｰ11:00初回放送（木曜日が5回ある月は第4木曜日に放送）。同じ週の日曜18:00-18:30再放送）
1. （2025年04月17日）:岩手・ホッケのすし漬け
2. （2025年05月22日）:静岡・わさび漬け